# Волженка
Волженка — река в России, протекает в Буйском районе Костромской области. Устье реки находится в 20 км по правому берегу реки Корега. Длина реки составляет 23 км, площадь водосборного бассейна 79,8 км².
Исток реки находится в заболоченных лесах близ границы Костромской и Вологодской областей в 26 км к северо-западу от города Буй. Здесь проходит водораздел бассейнов Северной Двины и Волги, исток Пешмы находится неподалёку. Река течёт на юго-восток, русло крайне извилистое. Притоки — Богданка, Борисовка, Коняевка (правые). На берегах несколько нежилых деревень. Впадает в Корегу у деревни Ильинское.

## Данные водного реестра
По данным государственного водного реестра России относится к Верхневолжскому бассейновому округу, водохозяйственный участок реки — Кострома от истока до водомерного поста у деревни Исады, речной подбассейн реки — Волга ниже Рыбинского водохранилища до впадения Оки. Речной бассейн реки — (Верхняя) Волга до Куйбышевского водохранилища (без бассейна Оки).
По данным геоинформационной системы водохозяйственного районирования территории РФ, подготовленной Федеральным агентством водных ресурсов:
- Код водного объекта в государственном водном реестре — 08010300112110000012441
- Код по гидрологической изученности (ГИ) — 110001244
- Код бассейна — 08.01.03.001
- Номер тома по ГИ — 10
- Выпуск по ГИ — 0